# Тадеуш Барановський
Тадеуш Барановський (пол. Tadeusz Baranowski; 13 вересня 1910, Львів, Королівство Галичини та Володимирії — 23 березня 1993, Вроцлав, Польща) — польський біохімік, член Польської академії наук. Професор хімічних наук (1950).

## Біографія
Народився Тадеуш Барановський 13 вересня 1910 року в Лемберзі (Львові). Наприкінці 1920-х років вступив у Львівський університет. Незабаром після закінчення, адміністрація університету залишає дипломованого фахівця в якості наукового співробітника. У 1944 році Львів входить до складу УРСР, і незважаючи на це працював аж до 1950 року. У 1950 році вирішив переїхати на історичну батьківщину в Польщу і оселився у Вроцлаві, де він з 1950 року до самої смерті завідував кафедрою біохімії Вроцлавської медичної академії.
Помер Тадеуш Барановський 23 березня 1993 року у Вроцлаві.

## Наукові роботи
Основні наукові роботи присвячені біохімії ферментів і гормонів, біохімії м'язів і імунохімії.
- 1935 — Спільно з Яковом Парнасом з'ясував сутність окремих хімічних реакцій, що лежать в основі гліколізу;
- 1939-41 — Розробив метод кристалізації білків, і вперше отримав в кристалічному вигляді міогени A, B і C, а також міоглобін, білок саркомної пухлини і альбумін сироватки крові[7];
- З фракції Міогена A виділив дегідрогеназу, вивчив її властивості і отримав кристалічний апоензім;
- Вивчав залежність між будовою і функцією білків.

## Нагороди
- Золотий Хрест заслуги (1951)[8]
- Командорський хрест ордена Відродження Польщі[9]
- медаль «10-річчя Народної Польщі»
- медаль «30-річчя Народної Польщі»
- орден Прапор Праці 1 ступеня